# Allée couverte de Mélus
L'allée couverte de Mélus est une allée couverte située sur la commune de Ploubazlanec dans le département français des Côtes-d'Armor.

## Protection
Le monument fait l’objet d’un classement au titre des monuments historiques depuis le 6 juin 1951.

## Description
L'allée couverte mesure 14,50 m de long pour 1,70 m de large et 1,20 m de hauteur sous dalle. Elle est orientée est-ouest. Elle est délimitée par deux rangées d'orthostates en granite et microgranite (treize côté nord, 10 côté sud) d'une hauteur comprise entre 0,40 m et 0,90 m. L'ensemble est recouvert par neuf tables de couverture, il devait y en avoir deux de plus à l'origine. L'allée est close aux deux extrémités par une dalle de fond. L'accès se fait par entrée latérale avec linteau située côté sud entre les troisième et quatrième orthostate en partant de l'est.

## Histoire
Le monument est mentionné dès 1904 mais il ne sera fouillé qu'en 1933 par G. Fournier. Il y recueille des silex taillés, deux lames en silex blond du Grand-Pressigny, huit haches polies, quatre pierres plates originales, sept vases entiers et divers tessons. Ce mobilier est conservé pour partie au Musée des Antiquités nationales, pour partie au Musée historique d'État de Moscou et pour le reste au laboratoire d’anthropologie de l'Université de Rennes-I.
L'allée couverte est attribuée à la communauté qui s'était installée sur le proche promontoire de Roc'h-an-eved au Néolithique.